# Cața
Cața – wieś w Rumunii, w okręgu Braszów, w gminie Cața. W 2011 roku liczyła 1196 mieszkańców.